# Rock Band 3
Rock Band 3 är ett musikspel utvecklat av Harmonix och släppt av MTV Games och Electronic Arts år 2010 som en uppföljare till Green Day: Rock Band. Spelet släpptes till Xbox 360, Playstation 3 och Wii. I spelet kan sex kontroller användas: Ett trumset, två gitarrer; en bas och en gitarr och tre mikrofoner. Spelet släpper ofta nya DLC (expansionspaket). I spelet kommer ”Pro-mode” där man spelar med kontroller som ser exakt ut som riktiga instrument, t.ex. gitarr-kontrollen har sex strängar och man spelar som en riktig gitarr. I spelet kommer även ett nytt instrument, Keyboard.